# Aetheolirion
Aetheolirion, monotipaski bilkjni rod iz porodice komelinovki. Jedina vrsta je tajlandski endem A. stenolobium.
I rod i vrsta opisani su 1962.